# Usta biplaga
Usta biplaga är en fjärilsart som beskrevs av Hans Rebel 1912. Usta biplaga ingår i släktet Usta och familjen påfågelsspinnare. Inga underarter finns listade i Catalogue of Life.